# Бурлаченко Ярослава
Яросла́ва Бурлаче́нко (* 1992) — українська гандболістка.

## З життєпису
Народилась 1992 року. Грає за «СКМ Глорія Бузеу» та національну збірну України.
Жіночий Кубок ЄГФ — 
- Бронзова медаль (фінальний турнір чотирьох); 2021
- 4 місце (фінал чотирьох); 2022

Кубок виклику ЄГФ (жіночий турнір)
- Чвертьфінал - 2010, 2012, 2015
- фінал - 2009

Румунська національна ліга (жіночий футбол)
- срібна нагорода (2021)

Кубок Румунії з гандболу (жінки)
- фінал; 2017